# ТЕС Саутдаун

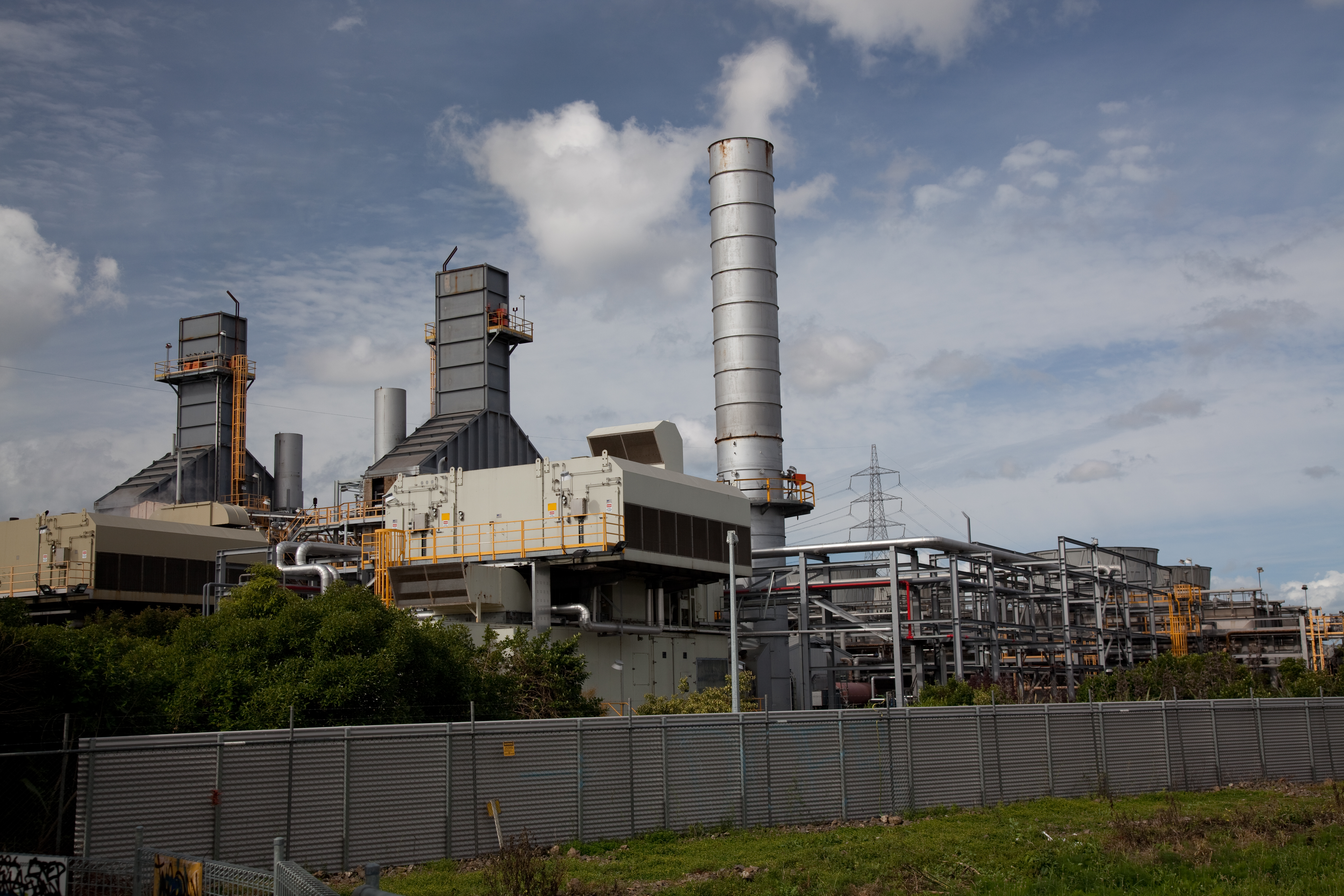
Вид на електростанцію

ТЕС Саутдаун – колишня теплова електростанція на півночі Нової Зеландії, в найбільшому місті країни Окленд.
В 1996-му на майданчику станції запустили парогазовий блок комбінованого циклу потужністю 122 МВт, в якому дві газові турбіни потужністю по 45 МВт живили через котел-утилізатор одну парову турбіну з показником 35 МВт. ТЕС розташовувалась у потужній промисловій зоні та могла також постачати сусіднім підприємствам 24 тони технологічного пару на годину.
У 2007-му роках додатково ввели в експлуатацію газову турбіну потужністю 45 МВт, яка була встановлена на роботу у відкритому циклі.
У 2015-му на тлі падіння попиту на електроенергію з викопного палива ТЕС вивели з експлуатації.
Станція була спроектована з розрахунку на природний газ, який може надходити в район Окленду по трубопроводу Хантлі – Маунгатапере. 
Враховуючи роботу на природному газу та доволі невелику потужність, ТЕС не мала потреби у високих димарях, так, відомо, що газотурбінна установка отримала димар заввишки лише 28 метрів.